# William Howard Thompson

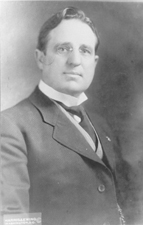
William Howard Thompson

William Howard Thompson (* 14. Oktober 1871 in Crawfordsville, Indiana; † 9. Februar 1928 in Washington, D.C.) war ein US-amerikanischer Politiker (Demokratische Partei), der den Bundesstaat Kansas im US-Senat vertrat.
Der in Indiana geborene William Thompson zog mit seinen Eltern im Jahr 1880 in das Nemaha County in Kansas, wo er die öffentlichen Schulen besuchte und 1886 seinen Abschluss an der Normalschule in Seneca machte. Einen weiteren Abschluss erwarb er im Jahr 1891 am Lawrence Business College. Von 1891 bis 1894 war er als Gerichtsstenograph im 22. Gerichtsbezirk von Kansas tätig; außerdem studierte er die Rechtswissenschaften und wurde 1894 in die Anwaltskammer aufgenommen, woraufhin er in Seneca zu praktizieren begann. Außerdem fungierte er als Gerichtsdiener am Kansas Court of Appeals in Topeka, dem höchsten Berufungsgericht seines Staates.
Im Jahr 1901 zog Thompson nach Iola im Allen County, wo er weiterhin als Jurist tätig war. Er war auch Bezirksstaatsanwalt in diesem County, ehe er 1905 nach Garden City im Finney County weiterzog. Zwischen 1906 und 1913 amtierte er als Richter für den 32. Gerichtsbezirk von Kansas. Nachdem er im Jahr 1912 in den US-Senat gewählt worden war, legte er sein Richteramt nieder. Er zog am 4. März 1913 in den Kongress ein und verblieb dort nach missglückter Wiederwahl bis zum 3. März 1919. Während dieser Zeit führte er den Vorsitz in mehreren Senatsausschüssen, darunter der Ausschuss für die Überwachung der Ausgaben im US-Handelsministerium.
Nach seinem Ausscheiden aus dem Senat ließ sich Thompson zunächst als Jurist in Kansas City nieder. Ab 1923 lebte er in Tulsa. Er verließ Oklahoma 1927 wieder und kehrte in die Bundeshauptstadt Washington zurück, wo er erneut als Anwalt arbeitete. Am 9. Februar 1928 starb William Thompson und wurde zunächst auf dem Glenwood Cemetery in Washington beigesetzt. Im Mai desselben Jahres erfolgte eine Umbettung auf den Mount Hope Cemetery in Topeka.